# Vlag van Echt

De vlag van Echt
(1983-2003)

De vlag van Echt is op 23 juni 1983 door de gemeenteraad vastgesteld als de gemeentelijke vlag van de Limburgse gemeente Echt. De beschrijving van de vlag luidt als volgt:
Rood, met op het midden een verkort geel herkruist kruis, waarvan de breedte der armen gelijk is aan 1/20 van de hoogte van de vlag, met over de gehele vlag een wit schuinkruis, waarvan de breedte der armen gelijk is aan 1/10 van de hoogte van de vlag.
Op 1 januari 2003 ging Echt samen met Susteren op in de nieuwe gemeente Echt-Susteren. De vlag kwam daardoor als gemeentevlag te vervallen.

## Herkomst
De vlag is een vereenvoudiging van het gemeentewapen, waarbij de 12 herkruiste kruisen zijn vervangen door een enkel herkruist kruis op het midden van de vlag. Het ontwerp was van R.J.P.M. Vroomen van de Commissie Heraldiek van het Limburgs Geschied- en Oudheidkundig Genootschap.

## Verwante symbolen

Het wapen van Echt
De vlag van Echt-Susteren

Ambt Montfort 
· Amby 
· Arcen en Velden 
· Baexem 
· Beegden 
· Belfeld 
· Bemelen 
· Berg en Terblijt 
· Bocholtz 
· Born 
· Broekhuizen 
· Cadier en Keer 
· Echt 
· Eijsden 
· Elsloo 
· Eygelshoven 
· Geleen 
· Grathem 
· Grubbenvorst 
· Haelen 
· Heel 
· Heel en Panheel 
· Heer 
· Helden 
· Herten
· Heythuysen 
· Hoensbroek 
· Horn 
· Horst 
· Hulsberg 
· Hunsel 
· Kessel 
· Klimmen 
· Limbricht 
· Linne 
· Maasbracht 
· Maasbree 
· Margraten 
· Meerlo-Wanssum 
· Meijel 
· Melick en Herkenbosch 
· Montfort 
· Munstergeleen 
· Neer 
· Nieuwenhagen 
· Nieuwstadt 
· Nuth 
· Ohé en Laak 
· Onderbanken 
· Ottersum 
· Posterholt 
· Roggel 
· Roggel en Neer 
· Schaesberg 
· Schinnen 
· Sevenum 
· Sint Odiliënberg 
· Sittard 
· Stevensweert 
· Stramproy 
· Susteren 
· Swalmen 
· Tegelen 
· Thorn 
· Ubach over Worms 
· Ulestraten 
· Urmond 
· Valkenburg-Houthem 
· Vlodrop 
· Wessem 
· Wittem